# تکیه بچه‌های محله ما (مجموعه تلویزیونی)
تکیه بچه‌های محله ما یک مجموعه تلویزیونی محصول سال ۱۳۸۹ به کارگردانی، نویسندگی سیدجواد هاشمی و تهیه‌کنندگی محمد نجفی‌زاده می‌باشد که از برنامه کودک و نوجوان شبکه دو پخش شد. این سریال داستان عده ای نوجوان است که در ایام محرم حسینه ایی را بر ای عزای حسینی برقرار می‌کنند و با هم قرارهای جالبی می‌گذارند که مثلاً در ماه محرم دروغ نگویند. این مجموعه سعی می‌کند تا جوانان را با اصول و مفاهیم عاشورایی آشنا کند.

## بازیگران
بازیگران بزرگسال
- (سیدجوادهاشمی)نقش سید
- (گیتی معینی)نقش طوبی خانوم
- (مرتضی کاظمی)نقش پدر اکبر
- (مجیدفروغی) نقش افسر فراهانی
- (علی برجی) نقش پدر علی
- (یوسف طاهریان) نقش مرد مرموز
- (یاسمن راد) نقش خواهر رضا
- (مصصطفی هادی نژاد) نقش پدر ابوالفضل
- (سید دانیال مرتضوی) نقش برادر ابوالفضل
- (کاظم محمدی) نقش شاگرد سوپر مارکت
- (محمد قلی بیگی) نقش سمسار
- (مهدی جمشیدی) نقش شمر

بازیگران نوجوان
- (مهدی عطاران) نقش رضا
- (محمد رضا  زاد سرور) نقش کاظم
- (امیررضا زاد سرور) نقش ابوالفضل
- (ابراهیم زارعی) نقش مصطفی
- (محراب کاظمی) نقش علی
- (میلاد مرادی نسب) نقش کوروش
- (اکبر علی اصغری) نقش شاهین
- (محمد پرور) نقش شایان
- (سید میلاد احمدی) نقش مداح نوجوان